# Dimitrie Ghica
 (septembre 2019).
Si vous disposez d'ouvrages ou d'articles de référence ou si vous connaissez des sites web de qualité traitant du thème abordé ici, merci de compléter l'article en donnant les références utiles à sa vérifiabilité et en les liant à la section « Notes et références ».
Dimitrie Ghica ou Ghika (Bucarest 31 octobre 1816- Bucarest 15 février 1897) est un homme d'État roumain. Chef de file du Parti Conservateur Roumain, il occupe le poste de Premier ministre de Roumanie du 28 novembre 1868 au 14 février 1870.

## Biographie
Dimitrie Ghica est issu de la famille Ghica, il est le sixième fils du prince de Valachie Grigore IV Ghica et de sa première épouse Maria Handjery. Il épouse Charlotte Duport qui lui donne deux filles.

### Carrière politique
Après avoir été brièvement officier dans l'armée russe en 1837-1838, il devient préfet de police de sa ville natale Bucarest (1855-1857), puis il en est le maire et député en 1857.
Il est nommé ministre 1860-1866 puis Premier ministre de Roumanie avant d'être successivement président de la chambre (1871-1875), puis président du Sénat (1877-1878) et (1894-1897). En outre de 1868 à 1896 il occupe la charge d'Éphore de hôpitaux civils.